# Allium loratum
Allium loratum är en amaryllisväxtart som beskrevs av John Gilbert Baker. Allium loratum ingår i släktet lökar, och familjen amaryllisväxter. Inga underarter finns listade i Catalogue of Life.